# Paxton House

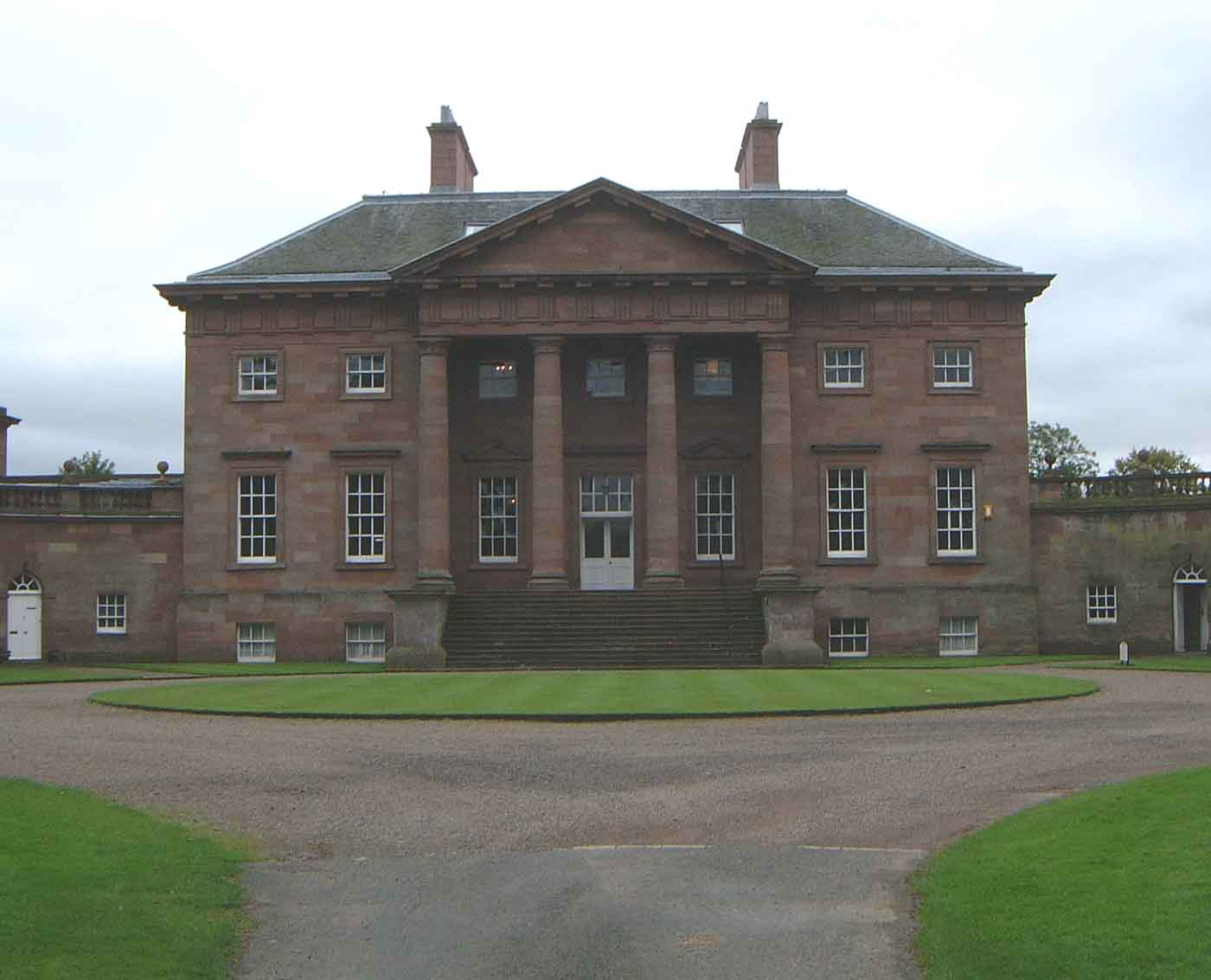
Paxton House, vor 2007

Paxton House ist ein schottisches Landhaus in Paxton in den Scottish Borders, südwestlich von Berwick-upon-Tweed im Tal des Tweed gelegen. Es wurde zwischen 1757 und 1766 für Patrick Home of Billie von den Brüdern James und John Adam erbaut. Mit der Innenausstattung wurde ihr berühmterer dritter Bruder, Robert Adam, etwa 1773 beauftragt. Paxton House zählt zu den besterhaltenen neopalladianischen Bauten aus der Mitte des 18. Jahrhunderts in Schottland.

## Paxton Picture Gallery
Das Besondere des Hauses ist eine Gemäldegalerie, wie sie in dieser Form nur in sehr wenigen Anwesen in Großbritannien zu finden ist. Sie ist die größte private Gemäldegalerie in Schottland und insgesamt eines der ambitioniertesten derartigen Projekte in allen britischen Landhäusern. Typischerweise wurden für Bilder keine eigenen Räumlichkeiten konzipiert, sondern ihre Besitzer füllten damit die Wände der Haupträume ihres Anwesens. Die Gemäldegalerie in Paxton verdankt sich dem Umstand, dass Patrick Home zunächst Paxton Hall an seinen Neffen Ninian Home verkaufte und dessen Nachfolger als Besitzer, George Home, bei seinem Tode 1808 eine Sammlung von Bildern und Büchern hinterließ. George Home, der Bruder von Ninian Home, war zu diesem Zeitpunkt 74 Jahre alt und ging bis dahin seiner Beschäftigung als Rechtsanwalt in Edinburgh nach. Jedoch konnte dieses Alter ihn nicht davon abhalten, den Architekten Robert Reid mit der Planung eines Anbaus zur Unterbringung der Gemälde zu beauftragen, der nach etwa fünf Jahren fertiggestellt wurde. In seiner Form ist er nur vergleichbar mit der von Capability Brown 1764 konstruierten Erweiterung von Corsham Court, Wiltshire, und der von Robert Adam 1767 entworfenen Galerie in Newby Hall, Yorkshire. Das bekannteste Beispiel dieser Art aber ist die Dulwich Gallery, welche John Soane ab 1812 baute. Derzeit wird die Paxton Picture Gallery von den National Galleries of Scotland betreut, die in ihr eine Kollektion vorwiegend schottischer Gemälde des 18. und 19. Jahrhunderts zeigen.